# Saison 2023-2024 du RSC Anderlecht
Maillots
Chronologie
Saison précédente Saison suivante
La saison 2023-2024 du RSC Anderlecht, club de football belge, voit le club évoluer en Jupiler Pro League pour la quatre-vingt-treizième saison de son histoire. Classé 11e du championnat national la saison précédente, il ne dispute pour seule autre compétition que la coupe nationale.
L'équipe est dirigée par le danois Brian Riemer, en place depuis décembre 2022.
Elle est éliminée en quart de finale de la Croky Cup, lors du derby entre les leaders de la phase régulière du championnat, l'Union SG, et leurs dauphins, sur le score de 2 à 1.

## Effectif

### Transferts

#### Mercato estival
| Nom                    | Nationalité  | Poste     | Type de transfert  | Provenance/Destination    | Division         |
| ---------------------- | ------------ | --------- | ------------------ | ------------------------- | ---------------- |
| Arrivées               |              |           |                    |                           |                  |
| Ludwig Augustinsson    | Suède        | Défenseur | Prêt               | Séville FC                | LaLiga           |
| Mustapha Bundu         | Sierra Leone | Attaquant | Retour de prêt     | FC Andorra                | LaLiga 2         |
| Antoine Colassin       | Belgique     | Attaquant | Retour de prêt     | SC Heerenveen             | Eredivisie       |
| Mo Dauda               | Ghana        | Attaquant | Retour de prêt     | CD Tenerife               | LaLiga 2         |
| Thomas Delaney         | Danemark     | Milieu    | Prêt               | Séville FC                | LaLiga           |
| Kasper Dolberg         | Danemark     | Attaquant | Transfert (5M €)   | OGC Nice                  | Ligue 1          |
| Maxime Dupé            | France       | Gardien   | Transfert libre    | Toulouse FC               | Ligue 1          |
| Alexis Flips           | France       | Milieu    | Transfert (4,2 M€) | Stade de Reims            | Ligue 1          |
| Thorgan Hazard         | Belgique     | Attaquant | Transfert          | Borussia Dortmund         | Bundesliga       |
| Justin Lonwijk         | Pays-Bas     | Milieu    | Prêt               | Dynamo Kiev               | Premier-Liha     |
| Tudor Mendel-Idowu     | Angleterre   | Attaquant | Transfert libre    | Chelsea FC                | Premier League   |
| Bohdan Mykhaïlytchenko | Ukraine      | Défenseur | Retour de prêt     | Chakhtar Donetsk          | Premier-Liha     |
| Kristoffer Olsson      | Suède        | Milieu    | Retour de prêt     | FC Midtjylland            | Superligaen      |
| Louis Patris           | Belgique     | Défenseur | Transfert (3,5M €) | OH Louvain                | Division 1A      |
| Mats Rits              | Belgique     | Milieu    | Transfert          | Club Bruges KV            | Division 1A      |
| Kasper Schmeichel      | Danemark     | Gardien   | Signature libre    | OGC Nice                  | Ligue 1          |
| Luis Vázquez           | Argentine    | Attaquant | Transfert (4,5M €) | CA Boca Juniors           | Primera división |
| Timon Wellenreuther    | Allemagne    | Gardien   | Retour de prêt     | Feyenoord Rotterdam       | Eredivisie       |
| Départs                |              |           |                    |                           |                  |
| Ishaq Abdulrazak       | Nigeria      | Attaquant | Milieu             | BK Häcken                 | Allsvenskan      |
| Ethan Butera           | Belgique     | Défenseur | Transfert (1,5M €) | Ajax Amsterdam            | Eredivisie       |
| Mo Dauda               | Ghana        | Attaquant | Fin de contrat     | CD Tenerife               | LaLiga 2         |
| Hannes Delcroix        | Belgique     | Défenseur | Transfert          | Burnley FC                | Premier League   |
| Marco Kana             | Belgique     | Milieu    | Prêt               | KV Courtrai               | Division 1A      |
| Amir Murillo           | Panama       | Défenseur | Transfert          | Olympique de Marseille    | Ligue 1          |
| Bohdan Mykhaïlytchenko | Ukraine      | Défenseur | Fin de contrat     | Dinamo Zagreb             | Prva Liga        |
| Aristote Nkaka         | Belgique     | Milieu    | Fin de contrat     | Lierse Kempenzonen        | Division 2       |
| Kristoffer Olsson      | Suède        | Milieu    | Transfert (2,8M €) | FC Midtjylland            | Superligaen      |
| Lior Refaelov          | Israël       | Milieu    | Fin de contrat     | Maccabi Haïfa FC          | Ligat ha'Al      |
| Noah Sadiki            | Belgique     | Défenseur | Transfert (1,4M €) | Union Saint-Gilloise      | Division 1A      |
| Islam Slimani          | Algérie      | Attaquant | Fin de contrat     | Coritiba FC               | Serie A          |
| Adrien Trebel          | France       | Milieu    | Fin de contrat     | Royal Charleroi SC        | Division 1A      |
| Hendrik Van Crombrugge | Belgique     | Gardien   | Transfert (1,3M €) | KRC Genk                  | Division 1A      |
| Bart Verbruggen        | Pays-Bas     | Gardien   | Transfert (20M €)  | Brighton & Hove Albion FC | Premier League   |
| Timon Wellenreuther    | Allemagne    | Gardien   | Transfert (1M €)   | Feyenoord Rotterdam       | Eredivisie       |

#### Mercato hivernal
| Nom              | Nationalité | Poste     | Type de transfert | Provenance/Destination | Division |
| ---------------- | ----------- | --------- | ----------------- | ---------------------- | -------- |
| Arrivées         |             |           |                   |                        |          |
| Federico Gattoni | Argentine   | Défenseur | Prêt              | Séville FC             | LaLiga   |
| Départs          |             |           |                   |                        |          |
| Maxime Dupé      | France      | Gardien   | Transfert         | OGC Nice               | Ligue 1  |

### Effectif professionnel
Le tableau ci-dessous recense l'effectif professionnel du RSC Anderlecht pour la saison 2023-2024.
En grisé, les sélections de joueurs internationaux chez les jeunes mais n'ayant jamais été appelés aux échelons supérieurs une fois l'âge-limite dépassé ou les joueurs ayant pris leur retraite internationale.

## Résultats

### Championnat

#### Saison régulière

##### Juillet - Août
| 1re journée     | Royale Union SG | 2 – 0   | RSC Anderlecht |                             |                             |
| 28 juillet 2023 | ( Lapoussin) Eckert 29e · Puertas 90+7e (pen.) | (1 – 0) | | Stade Joseph Marien, Forest | Stade Joseph Marien, Forest |
| 28 juillet 2023 | Burgess 16e · Rasmussen 26e · Vanhoutte 53e · Nilsson 82e · Mac Allister 84e                                                                                | Rapport | 23e Riemer · 74e Sardella · 82e Vertonghen · 86e Leoni · | Stade Joseph Marien, Forest | Stade Joseph Marien, Forest |
| 28 juillet 2023 | Moris – Machida, Burgess, Mac Allister – Lapoussin, Puertas, Lynen, Vanhoutte ( 65e Lazare), Rasmussen ( 90+3e François), Nieuwkoop – Eckert ( 75e Nilsson) | Équipes | Dupé – N'Diaye, Vertonghen, Debast, Patris ( 67e Sardella) – Arnstad ( 67e Leoni), Diawara ( 90e Stroeykens), Ashimeru ( 80e Raman) – Amuzu, Dolberg, Dreyer | Stade Joseph Marien, Forest | Stade Joseph Marien, Forest |

| 2e journée  | RSC Anderlecht | 1 – 0   | Royal Antwerp FC |                        |                        |
| 6 août 2023 | Dolberg 49e (pen.) | (0 – 0) | | Lotto Park, Anderlecht | Lotto Park, Anderlecht |
| 6 août 2023 | Patris 90+2e | Rapport | 37e Balikwisha · | Lotto Park, Anderlecht | Lotto Park, Anderlecht |
| 6 août 2023 | Dupé – N'Diaye ( 83e Delcroix), Vertonghen, Debast, Sardella ( 82e Patris) – Diawara, Leoni, Dreyer – Amuzu ( 68e Raman), Dolberg ( 82e Vázquez), Stroeykens ( 60e Lonwijk) | Équipes | Butez – Bataille, Van Den Bosch, Alderweireld, De Laet ( 71e Vines) – Balikwisha, Yusuf, Muja ( 59e Kerk), Ondrejka ( 60e Ekkelenkamp), Vermeeren – Janssen ( 72e Ilenikhena) | Lotto Park, Anderlecht | Lotto Park, Anderlecht |

| 3e journée   | Saint-Trond VV | 0 – 1   | RSC Anderlecht |                                         |                                         |
| 13 août 2023 | | (0 – 0) | 52e N'Diaye (Dreyer ) | Daio Wasabi Stayen Stadium, Saint-Trond | Daio Wasabi Stayen Stadium, Saint-Trond |
| 13 août 2023 | Van Helden 18e · Koita 60e · Delorge-Knieper 85e · Barnes 90+5e                                                                                             | Rapport | 20e Stroeykens · 55e Dreyer · 67e Arnstad · 81e N'Diaye · 83e Leoni · 90+2e Patris ·                                                                      | Daio Wasabi Stayen Stadium, Saint-Trond | Daio Wasabi Stayen Stadium, Saint-Trond |
| 13 août 2023 | Schmidt – Godeau, Smets, Van Helden ( 69e Yamamoto) – Bocat ( 59e Van Dessel), Koita, Ito ( 89e Barnes), Delorge, Steuckers, Hashioka – Kaya ( 68e Okazaki) | Équipes | Dupé – N'Diaye, Vertonghen, Patris, Sardella – Stroeykens ( 60e Arnstad), Diawara ( 76e Kana), Leoni – Amuzu ( 76e Raman), Dolberg ( 88e Lonwijk), Dreyer | Daio Wasabi Stayen Stadium, Saint-Trond | Daio Wasabi Stayen Stadium, Saint-Trond |

| 4e journée   | RSC Anderlecht | 2 – 1   | KVC Westerlo |                        |                        |
| 20 août 2023 | ( Leoni) Dolberg 1re · ( Leoni) Vertonghen 72e                                                                                           | (1 – 0) | 81e Jordanov (Matsuo ) | Lotto Park, Anderlecht | Lotto Park, Anderlecht |
| 20 août 2023 | Diawara 45+2e | Rapport | 52e Fixelles · 74e Madsen · 87e Jordanov · | Lotto Park, Anderlecht | Lotto Park, Anderlecht |
| 20 août 2023 | Dupé – N'Diaye, Vertonghen, Sardella, Debast – Leoni, Diawara, Rits ( 83e Kana) – Raman, Dolberg ( 83e Vázquez), Flips ( 71e Stroeykens) | Équipes | Gillekens – Perdichizzi, Tagir ( 46e Jordanov), Neustädter, Reynolds – Van Den Keybus, Madsen ( 87e Gouré), Fixelles ( 67e Chadli), Mebude ( 46e Matsuo) – Stassin, Frigan ( 67e Alcócer) | Lotto Park, Anderlecht | Lotto Park, Anderlecht |

| 5e journée   | RSC Anderlecht | 2 – 1   | Royal Charleroi SC |                        |                        |
| 27 août 2023 | Leoni 33e · ( Sardella) Amuzu 77e | (1 – 0) | 75e Andréou (Zorgane ) | Lotto Park, Anderlecht | Lotto Park, Anderlecht |
| 27 août 2023 | | Rapport | 31e Rogelj · 86e Heymans · | Lotto Park, Anderlecht | Lotto Park, Anderlecht |
| 27 août 2023 | Dupé – N'Diaye ( 87e Augustinsson), Vertonghen, Debast, Sardella – Leoni, Diawara, Rits ( 64e Delaney) – Raman ( 45e Amuzu), Dolberg ( 76e Vázquez), Flips ( 76e Stroeykens) | Équipes | Koffi – Andréou, Marcq, Bager ( 82e Monticelli) – Mbenza, Zorgane, Heymans ( 86e Štulić), Morioka ( 62e Trebel), Rogelj – Badji, Bernier ( 45e Dabbagh) | Lotto Park, Anderlecht | Lotto Park, Anderlecht |

##### Septembre
| 6e journée       | KRC Genk | 1 – 1   | RSC Anderlecht |                    |                    |
| 3 septembre 2023 | ( Muñoz) Arokodare 90+6e | (0 – 0) | 70e Amuzu (N'Diaye ) | Cegeka Arena, Genk | Cegeka Arena, Genk |
| 3 septembre 2023 | Bonsu Baah 8e, 14e · Muñoz 85e · Arteaga 88e · Heynen 89e                                                                                              | Rapport | 8e Vertonghen · 23e Delaney · 31e Debast · 48e Flips · 53e Rits · 88e Vázquez ·                                                                                                   | Cegeka Arena, Genk | Cegeka Arena, Genk |
| 3 septembre 2023 | Vandevoordt – Arteaga, McKenzie ( 84e Kayembe), Cuesta, Muñoz – El Khannouss ( 75e Sor), Galarza, Heynen – Oyen, Paintsil ( 81e Arokodare), Bonsu Baah | Équipes | Dupé – Augustinsson ( 54e N'Diaye), Vertonghen, Debast, Sardella – Rits, Flips ( 69e Amuzu), Delaney ( 90+3e Diawara), Dreyer ( 90+3e Stroeykens), Leoni – Dolberg ( 69e Vázquez) | Cegeka Arena, Genk | Cegeka Arena, Genk |

| 7e journée        | KV Courtrai | 2 – 2   | RSC Anderlecht |                               |                               |
| 17 septembre 2023 | ( Ojo) De Neve 18e · Avenatti 56e (pen.) | (1 – 1) | 19e Dolberg (Leoni ) · 90+6e Dreyer | Guldensporenstadion, Courtrai | Guldensporenstadion, Courtrai |
| 17 septembre 2023 | Kana 32e, 80e · Avenatti 40e · Audoor 70e · Mehssatou 84e | Rapport | 53e Debast · 90+4e Hazard · | Guldensporenstadion, Courtrai | Guldensporenstadion, Courtrai |
| 17 septembre 2023 | Vandenberghe – Sissako, Silva, Mampassi – De Neve, Mehssatou ( 90+2e Mighten), Ojo ( 62e Audoor), Wasinski – Kana, Avenatti ( 90+1e El Idrissy), Kadri ( 82e Malinov) | Équipes | Dupé – N'Diaye ( 89e Dreyer), Vertonghen, Debast, Sardella – Leoni ( 75e Vázquez), Delaney, Rits ( 58e Patris) – Amuzu, Dolberg, Flips ( 58e Hazard) | Guldensporenstadion, Courtrai | Guldensporenstadion, Courtrai |

| 8e journée        | RSC Anderlecht | 1 – 1   | Club Bruges KV |                        |                        |
| 24 septembre 2023 | ( Sardella) Dolberg 39e | (1 – 0) | 63e Skov Olsen (Zinckernagel ) | Lotto Park, Anderlecht | Lotto Park, Anderlecht |
| 24 septembre 2023 | Vázquez 90+2e | Rapport | 12e Vetlesen · | Lotto Park, Anderlecht | Lotto Park, Anderlecht |
| 24 septembre 2023 | Schmeichel – Augustinsson, Vertonghen, Debast, Sardella – Delaney ( 46e Diawara), Leoni, Rits – Amuzu ( 75e Dreyer), Dolberg ( 42e Vázquez), Hazard ( 75e Flips) | Équipes | Mignolet – De Cuyper, Spileers, Mechele, Sabbe – Vanaken, Onyedika, Vetlesen ( 67e Ferran) – Zinckernagel ( 66e Nielsen), Thiago, Skov Olsen ( 75e Boyata) | Lotto Park, Anderlecht | Lotto Park, Anderlecht |

| 9e journée        | KAS Eupen | 1 – 3   | RSC Anderlecht |                       |                       |
| 30 septembre 2023 | ( Finnbogason) Nuhu 37e | (1 – 1) | 1re Dreyer (Leoni ) · 66e (csc) Paeshuyse · 87e Vázquez (Leoni ) | Kehrwegstadion, Eupen | Kehrwegstadion, Eupen |
| 30 septembre 2023 | Christie-Davies 35e | Rapport | | Kehrwegstadion, Eupen | Kehrwegstadion, Eupen |
| 30 septembre 2023 | Slonina – Davidson, Pálsson, Paeshuyse – Magnée, Baiye ( 86e Král), Christie-Davies ( 63e Bitumazala), Pantović, Van Genechten ( 75e Charles-Cook) – Nuhu ( 85e Youndje), Finnbogason | Équipes | Schmeichel – Augustinsson, Vertonghen, Debast, Patris ( 68e Sardella) – Leoni, Diawara ( 89e Arnstad), Rits – Hazard ( 80e Lonwijk), Vázquez, Dreyer ( 88e Stroeykens) | Kehrwegstadion, Eupen | Kehrwegstadion, Eupen |

##### Octobre
| 10e journée    | RSC Anderlecht | 3 – 1   | KV Malines |                        |                        |
| 7 octobre 2023 | ( Hazard) Stroeykens 13e · ( Augustinsson) Dolberg 59e · ( Vázquez) Amuzu 90+2e | (1 – 0) | 72e Storm | Lotto Park, Anderlecht | Lotto Park, Anderlecht |
| 7 octobre 2023 | Leoni 57e | Rapport | 26e Schoofs · 76e Bates · 82e Mrabti · | Lotto Park, Anderlecht | Lotto Park, Anderlecht |
| 7 octobre 2023 | Schmeichel – Augustinsson, Vertonghen, Debast, Sardella – Leoni ( 90+3e Diawara), Stroeykens ( 74e Arnstad), Rits – Hazard ( 81e Amuzu), Dolberg ( 81e Vázquez), Dreyer ( 90+3e Flips) | Équipes | Coucke – Foulon, Cobbaut, Vanlerberghe ( 74e Bates), Walsh ( 57e Bolingoli-Mbombo 74e Raemaekers) – Storm, Mrabti, Konaté ( 45e Hairemans), Pflücke ( 75e Van Hecke) – Lauberbach, Schoofs | Lotto Park, Anderlecht | Lotto Park, Anderlecht |

| 11e journée     | Standard de Liège | 3 – 2   | RSC Anderlecht |                               |                               |
| 22 octobre 2023 | Alzate 51e · ( Fossey) Kawabe 54e · Ngoy 60e | (0 – 2) | 17e Dolberg (Hazard ) · 23e Dreyer (Rits ) | Stade Maurice Dufrasne, Liège | Stade Maurice Dufrasne, Liège |
| 22 octobre 2023 | Ngoy 50e · Price 90+6e | Rapport | 60e Hazard · 90+1e Debast · 90+2e Schmeichel · | Stade Maurice Dufrasne, Liège | Stade Maurice Dufrasne, Liège |
| 22 octobre 2023 | Bodart – Ngoy, Bokadi, Vanheusden – Djenepo ( 85e Çanak), Alzate ( 90+7e O'Neill), Hayden, Kawabe ( 84e Price), Fossey ( 80e Dewaele) – Loiodice, Sowah | Équipes | Schmeichel – Augustinsson ( 80e N'Diaye), Vertonghen, Debast, Sardella – Leoni, Rits ( 77e Flips), Stroeykens ( 66e Arnstad) – Hazard ( 65e Vázquez), Dolberg, Dreyer ( 66e Amuzu) | Stade Maurice Dufrasne, Liège | Stade Maurice Dufrasne, Liège |

| 12e journée     | RSC Anderlecht | 5 – 1   | OH Louvain |                        |                        |
| 28 octobre 2023 | ( Stroeykens) Dreyer 11e · ( Sardella) Dreyer 41e · ( Augustinsson) Dolberg 46e · ( Leoni) Stroeykens 51e · ( Arnstad) Dreyer 85e                                                    | (2 – 0) | 5e Misao (Dom ) | Lotto Park, Anderlecht | Lotto Park, Anderlecht |
| 28 octobre 2023 | Sardella 14e | Rapport | 28e Schingtienne · | Lotto Park, Anderlecht | Lotto Park, Anderlecht |
| 28 octobre 2023 | Schmeichel – Augustinsson ( 84e N'Diaye), Vertonghen, Debast, Sardella – Stroeykens ( 76e Vázquez), Leoni ( 76e Diawara), Rits – Hazard ( 75e Arnstad), Dolberg ( 85e Flips), Dreyer | Équipes | Prévot – Miguel, Pletinckx, Schingtienne – Mendyl ( 64e N'Dri), Misao, Schrijvers ( 71e Banzuzi), Vlietinck ( 3e Dom) – Nsingi, Brunes, Maziz ( 46e Maertens) | Lotto Park, Anderlecht | Lotto Park, Anderlecht |

##### Novembre
| 13e journée     | Cercle Bruges KSV | 0 – 3   | RSC Anderlecht |                            |                            |
| 5 novembre 2023 | | (0 – 2) | 36e Dolberg · 39e Dreyer (Dolberg ) · 58e Stroeykens (Dreyer ) | Jan Breydelstadion, Bruges | Jan Breydelstadion, Bruges |
| 5 novembre 2023 | Popović 61e · Minda 68e | Rapport | 14e Augustinsson · 24e Debast · 34e Rits · | Jan Breydelstadion, Bruges | Jan Breydelstadion, Bruges |
| 5 novembre 2023 | Warleson – Nazinho ( 85e Lietaert), Daland, Popović ( 79e Miangue), Siquet – Olaigbe ( 78e Semedo), Utkus ( 64e Minda), Lemaréchal, De Wilde ( 85e Etonde), Gboho – Denkey | Équipes | Schmeichel – Augustinsson, Vertonghen ( 85e N'Diaye), Debast, Sardella – Rits, Stroeykens ( 78e Amuzu), Delaney ( 69e Arnstad) – Hazard ( 85e Flips), Dolberg ( 85e Vázquez), Dreyer | Jan Breydelstadion, Bruges | Jan Breydelstadion, Bruges |

| 14e journée      | KAA La Gantoise | 1 – 1   | RSC Anderlecht |                      |                      |
| 12 novembre 2023 | ( Tissoudali) Samoise 37e | (1 – 1) | 45+3e (pen.) Dolberg | Ghelamco Arena, Gand | Ghelamco Arena, Gand |
| 12 novembre 2023 | Tissoudali 58e | Rapport | 12e Delaney · 64e Dolberg · | Ghelamco Arena, Gand | Ghelamco Arena, Gand |
| 12 novembre 2023 | Roef – Torunarigha, Watanabe, Kandouss – Brown, De Sart, Kums, Samoise – Hong ( 79e Gerkens), Cuypers ( 68e Orban), Tissoudali ( 78e Fofana) | Équipes | Schmeichel – Augustinsson ( 32e N'Diaye), Vertonghen, Debast, Sardella – Delaney, Rits, Stroeykens ( 62e Leoni) – Hazard, Dolberg ( 84e Vázquez), Dreyer ( 83e Raman) | Ghelamco Arena, Gand | Ghelamco Arena, Gand |

| 15e journée      | RSC Anderlecht | 2 – 1   | RWD Molenbeek |                        |                        |
| 26 novembre 2023 | Dreyer 73e (pen.) · ( Vertonghen) Vázquez 90+1e | (0 – 1) | 15e Mercier (Abe ) | Lotto Park, Anderlecht | Lotto Park, Anderlecht |
| 26 novembre 2023 | Flips 49e | Rapport | 1e Abner · 73e Gueye · 82e Camara · | Lotto Park, Anderlecht | Lotto Park, Anderlecht |
| 26 novembre 2023 | Schmeichel – Augustinsson, Vertonghen, Debast, Sardella – Delaney, Rits ( 89e Ashimeru), Leoni ( 62e Stroeykens) – Flips ( 62e Raman), Dolberg ( 34e Vázquez), Dreyer | Équipes | Defourny – Sissako ( 75e Segovia), Klaus, Heris – Abner ( 46e Koné), Abe, Dwomoh ( 87e Del Piage), Camara – Reine-Adélaïde ( 65e Mboup), Mercier ( 87e Dailly) | Lotto Park, Anderlecht | Lotto Park, Anderlecht |

##### Décembre
| 16e journée       | KVC Westerlo | 1 – 3   | RSC Anderlecht |                      |                      |
| 1er décembre 2023 | ( Yow) Bos 89e | (0 – 1) | 18e Dreyer (Stroeykens ) · 66e Delaney (Sardella ) · 81e Dolberg (Stroeykens ) | Het Kuipje, Westerlo | Het Kuipje, Westerlo |
| 1er décembre 2023 | Rapport |         | | Het Kuipje, Westerlo | Het Kuipje, Westerlo |
| 1er décembre 2023 | Bolat – Bos, Haidara ( 86e Rommens), Bayram, Reynolds – Matsuo ( 69e Stassin), Piedfort ( 78e Van den Keybus), Yow, Madsen, Sydorchuk ( 78e Haspolat) – Frigan ( 69e Daci) | Équipes | Schmeichel – Augustinsson, Vertonghen, Debast, Sardella ( 86e Patris) – Stroeykens ( 86e Flips), Rits, Delaney ( 77e Ashimeru) – Raman ( 66e Verschaeren), Dolberg ( 85e Vázquez), Dreyer | Het Kuipje, Westerlo | Het Kuipje, Westerlo |

| 17e journée      | RSC Anderlecht | 2 – 2   | Standard de Liège |                        |                        |
| 10 décembre 2023 | ( Verschaeren) Dreyer 20e · Dreyer 76e (pen.) | (1 – 1) | 45+1e Kawabe (Fossey ) · 54e Loiodice (Alzate ) | Lotto Park, Anderlecht | Lotto Park, Anderlecht |
| 10 décembre 2023 | Dreyer 73e · Debast 75e | Rapport | 35e Kawabe · 71e O'Neill · 72e Ngoy · | Lotto Park, Anderlecht | Lotto Park, Anderlecht |
| 10 décembre 2023 | Schmeichel – Augustinsson, Vertonghen, Debast, Sardella – Stroeykens ( 62e Leoni), Rits ( 84e Ashimeru), Delaney – Verschaeren ( 62e Amuzu), Dolberg ( 62e Vázquez), Dreyer ( 81e Raman) | Équipes | Bodart – Ngoy, Laḯfis, Vanheusden ( 42e Bokadi) – Djenepo ( 67e Dewaele), Alzate, Price ( 81e Sowah), Fossey – O'Neill, Loiodice ( 81e Ohio), Kawabe ( 81e Balikwisha) | Lotto Park, Anderlecht | Lotto Park, Anderlecht |

| 18e journée      | Royal Antwerp FC | 1 – 1   | RSC Anderlecht |                       |                       |
| 17 décembre 2023 | ( Alderweireld) Ilenikhena 88e | (0 – 1) | 7e Leoni | Bosuilstadion, Anvers | Bosuilstadion, Anvers |
| 17 décembre 2023 | Van Bommel 34e · Ilenikhena 66e · Ekkelenkamp 69e | Rapport | 16e Augustinsson · 66e Vertonghen · 69e Dreyer · 90+1e Debast · 90+5e Riemer ·                                                                              | Bosuilstadion, Anvers | Bosuilstadion, Anvers |
| 17 décembre 2023 | Butez – Wijndal ( 38e Bataille), Coulibaly, Alderweireld, De Laet ( 58e Balikwisha) – Ejuke, Keita, Ekkelenkamp ( 86e Van Den Bosch), Vermeeren, Kerk ( 58e Ilenikhena) – Janssen | Équipes | Schmeichel – Augustinsson, Vertonghen, Debast, Sardella – Verschaeren ( 75e Raman), Rits, Stroeykens – Leoni ( 90+3e Flips), Dolberg ( 83e Vázquez), Dreyer | Bosuilstadion, Anvers | Bosuilstadion, Anvers |

| 19e journée      | RSC Anderlecht | 2 – 1   | KRC Genk |                        |                        |
| 23 décembre 2023 | ( Verschaeren) Leoni 73e · ( Leoni) Dreyer 90e | (0 – 0) | 69e Fadera | Lotto Park, Anderlecht | Lotto Park, Anderlecht |
| 23 décembre 2023 | Leoni 84e | Rapport | 44e Kayembe · 79e Muñoz · 90+1e, 90+2e Paintsil · | Lotto Park, Anderlecht | Lotto Park, Anderlecht |
| 23 décembre 2023 | Schmeichel – Augustinsson, Patris, Leoni, Sardella – Stroeykens ( 76e Ashimeru), Rits, Dreyer, Verschaeren ( 89e Angulo), Delaney – Dolberg ( 89e Vázquez) | Équipes | Vandevoordt – Kayembe ( 90+4e Zeqiri), Sadick, Cuesta, Muñoz – Fadera ( 86e Bonsu Baah), Hrošovský, El Khannouss ( 90+4e Ait El Hadj), Heynen, Paintsil – Sor ( 68e Arokodare) | Lotto Park, Anderlecht | Lotto Park, Anderlecht |

| 20e journée      | RSC Anderlecht | 2 – 0   | Cercle Bruges KSV |                        |                        |
| 27 décembre 2023 | ( Augustinsson) Dreyer 9e · ( Verschaeren) Vázquez 51e | (1 – 0) | | Lotto Park, Anderlecht | Lotto Park, Anderlecht |
| 27 décembre 2023 | Delaney 53e | Rapport | 56e Miangue · | Lotto Park, Anderlecht | Lotto Park, Anderlecht |
| 27 décembre 2023 | Schmeichel – Augustinsson, Delaney ( 65e Arnstad), Sardella ( 45+1e Patris), Debast – Verschaeren, Leoni, Dreyer, Rits ( 46e Vázquez), Stroeykens ( 89e Ashimeru) – Dolberg ( 45+1e Hazard) | Équipes | Warleson – Lemaréchal, Daland, Utkus ( 57e Popović) – Nazinho ( 46e Semedo), Van der Bruggen, Minda, Miangue ( 70e Lopes) – Somers, Olaigbe ( 78e Lietaert), Gboho | Lotto Park, Anderlecht | Lotto Park, Anderlecht |

##### Janvier
| 21e journée     | OH Louvain | 1 – 1   | RSC Anderlecht |                                          |                                          |
| 21 janvier 2024 | Maziz 9e | (1 – 0) | 69e Patris (Dolberg ) | King Power at Den Dreef Stadion, Louvain | King Power at Den Dreef Stadion, Louvain |
| 21 janvier 2024 | Miguel 79e · Ricca 90+2e | Rapport | 43e Patris · 69e Debast · | King Power at Den Dreef Stadion, Louvain | King Power at Den Dreef Stadion, Louvain |
| 21 janvier 2024 | Leysen – Miguel, Schingtienne, Pletinckx, Sagrado – Þorsteinsson ( 82e Brunes), Schrijvers, Ricca, Banzuzi – Maziz ( 66e Maertens), Nsingi ( 66e N'Dri) | Équipes | Schmeichel – Augustinsson, Vertonghen, Debast, Patris – Rits ( 80e Stroeykens), Leoni, Dreyer – Hazard ( 85e Angulo), Dolberg ( 85e Vázquez), Verschaeren | King Power at Den Dreef Stadion, Louvain | King Power at Den Dreef Stadion, Louvain |

| 22e journée     | RSC Anderlecht | 2 – 2   | Royale Union SG |                        |                        |
| 28 janvier 2024 | ( Dreyer) Vertonghen 34e · Hazard 90+1e | (1 – 2) | 7e Nilsson · 28e Amoura | Lotto Park, Anderlecht | Lotto Park, Anderlecht |
| 28 janvier 2024 | Stroeykens 56e · Arnstad 65e · Angulo 90+3e · Riemer 90+3e | Rapport | 45e Vanhoutte · 69e Mac Allister · | Lotto Park, Anderlecht | Lotto Park, Anderlecht |
| 28 janvier 2024 | Schmeichel – Arnstad ( 90e Bouchouari), Vertonghen, Debast, Patris – Stroeykens ( 90e Degreef), Leoni ( 69e Hazard), Verschaeren ( 82e Angulo), Rits, Dreyer – Dolberg ( 69e Vázquez) | Équipes | Morris – Sykes, Burgess, Mac Allister – Lapoussin, Vanhoutte, Sadiki ( 82e Rasmussen), Castro-Montes – Amoura ( 66e Rodríguez), Puertas, Nilsson | Lotto Park, Anderlecht | Lotto Park, Anderlecht |

##### Février
| 23e journée      | KV Malines | 2 – 2   | RSC Anderlecht |                                       |                                       |
| 1er février 2024 | ( Hairemans) Antonio 52e · Hairemans 89e (pen.) | (0 – 1) | 7e Hazard (Dreyer ) · 77e Vázquez | Stade AFAS Achter de Kazerne, Malines | Stade AFAS Achter de Kazerne, Malines |
| 1er février 2024 | Walsh 58e · Hairemans 90+2e | Rapport | 39e Stroeykens · | Stade AFAS Achter de Kazerne, Malines | Stade AFAS Achter de Kazerne, Malines |
| 1er février 2024 | Coucke – Cobbaut, Bates, Walsh ( 87e Bafdili) – Foulon ( 87e Asante), Mukau, Mrabti, Antonio ( 90+1e Asare) – Pflücke, Lauberbach ( 90+1e Van Hecke), Hairemans | Équipes | Schmeichel – Arnstad, Vertonghen, Debast, Patris – Rits, Leoni ( 67e Verschaeren), Dreyer – Hazard, Dolberg ( 74e Vázquez), Stroeykens | Stade AFAS Achter de Kazerne, Malines | Stade AFAS Achter de Kazerne, Malines |

| 24e journée    | RSC Anderlecht | 1 – 0   | KAA La Gantoise |                        |                        |
| 4 février 2024 | Dreyer 45e (pen.) | (1 – 0) | | Lotto Park, Anderlecht | Lotto Park, Anderlecht |
| 4 février 2024 | Patris 90+7e | Rapport | 24e Gerkens · 43e Watanabe · 65e Mitrović · 78e Yokota ·                                                                                | Lotto Park, Anderlecht | Lotto Park, Anderlecht |
| 4 février 2024 | Schmeichel – Patris, Vertonghen, Debast, Arnstad – Stroeykens ( 90+5e Gattoni), Rits, Verschaeren ( 71e Leoni) – Hazard ( 82e Angulo), Vázquez ( 82e Dolberg), Dreyer | Équipes | Schmidt – Watanabe ( 77e Gandelman), Mitrović, Kandouss – Brown, Gerkens, De Sart, Samoise ( 77e Surdez) – Depoitre, Tissoudali, Yokota | Lotto Park, Anderlecht | Lotto Park, Anderlecht |

| 25e journée     | Sporting de Charleroi | 1 – 3   | RSC Anderlecht |                                       |                                       |
| 11 février 2024 | Dari 41e | (1 – 2) | 5e (csc) Van Cleemput · 28e Dolberg (Hazard ) · 84e Vázquez (Dreyer ) | Stade du Pays de Charleroi, Charleroi | Stade du Pays de Charleroi, Charleroi |
| 11 février 2024 | Rapport |         | | Stade du Pays de Charleroi, Charleroi | Stade du Pays de Charleroi, Charleroi |
| 11 février 2024 | Koffi – Rogelj ( 90e Dragsnes), Dari, Van Cleemput, Pétris – Guiagon ( 90e Sylla), Ilaimaharitra, Camara, Heymans ( 83e Badji), Bernier ( 66e Benbouali) – Dabbagh | Équipes | Schmeichel – Arnstad, Vertonghen, Debast, Patris – Hazard ( 90+3e Angulo), Dreyer ( 90+12e Monticelli), Rits, Stroeykens ( 63e Leoni), Verschaeren ( 90+12e Gattoni) – Dolberg ( 63e Vázquez) | Stade du Pays de Charleroi, Charleroi | Stade du Pays de Charleroi, Charleroi |

| 26e journée     | RSC Anderlecht | 4 – 1   | Saint-Trond VV |                        |                        |
| 18 février 2024 | ( Verschaeren) Hazard 48e · ( Verschaeren) Stroeykens 51e · ( Dreyer) Dolberg 54e · Vázquez 74e (pen.)                                                                                     | (0 – 1) | 7e Steukers | Lotto Park, Anderlecht | Lotto Park, Anderlecht |
| 18 février 2024 | Stroeykens 83e | Rapport | 73e Van Helden · | Lotto Park, Anderlecht | Lotto Park, Anderlecht |
| 18 février 2024 | Schmeichel – Arnstad ( 63e Augustinsson), Vertonghen, Debast, Patris ( 63e Sardella) – Stroeykens, Rits ( 72e Leoni), Dreyer – Hazard ( 82e Colassin), Dolberg ( 72e Vázquez), Verschaeren | Équipes | Suzuki – Godeau, Smets, Van Helden – Bocat, Fujita ( 69e Ito), Delorge-Knieper ( 90+2e Dumont), Vanwesemael ( 75e Bertaccini) – Koita ( 76e Janssens), Zahiroleslam ( 76e Kaya), Steuckers | Lotto Park, Anderlecht | Lotto Park, Anderlecht |

| 27e journée     | Club Bruges KV | 1 – 2   | RSC Anderlecht |                            |                            |
| 25 février 2024 | ( Vanaken) Ferran 17e | (1 – 0) | 78e Vázquez (Hazard ) · 90e Angulo (Dreyer ) | Jan Breydelstadion, Bruges | Jan Breydelstadion, Bruges |
| 25 février 2024 | | Rapport | 56e Sardella · 72e Dolberg · 90e Vertonghen · 90+2e Hazard · | Jan Breydelstadion, Bruges | Jan Breydelstadion, Bruges |
| 25 février 2024 | Mignolet – Meijer ( 87e Skóraś), Mechele, Spileers, De Cuyper – Nusa ( 88e Barberà), Vetlesen, Vanaken, Nielsen ( 62e Balanta), Skov Olsen – Ferran | Équipes | Schmeichel – Augustinsson, Vertonghen, Debast, Sardella ( 76e Patris) – Stroeykens, Rits ( 76e Vázquez), Verschaeren ( 52e Leoni) – Hazard, Dolberg ( 90e Angulo), Dreyer | Jan Breydelstadion, Bruges | Jan Breydelstadion, Bruges |

##### Mars
| 28e journée | RSC Anderlecht | 1 – 0   | KAS Eupen |                        |                        |
| 3 mars 2023 | ( Dreyer) Hazard 8e | (1 – 0) | | Lotto Park, Anderlecht | Lotto Park, Anderlecht |
| 3 mars 2023 | Debast 63e · Hazard 90+1e | Rapport | 81e Déom · | Lotto Park, Anderlecht | Lotto Park, Anderlecht |
| 3 mars 2023 | Schmeichel – Augustinsson, Gattoni, Debast, Sardella – Stroeykens, Rits ( 73e Verschaeren), Leoni ( 84e Delaney) – Hazard, Dolberg ( 82e Vázquez), Dreyer ( 82e Angulo) | Équipes | Slonina – Davidson, Filin, Pálsson, Paeshuyse ( 83e Finnbogason) – Keïta, Baiye ( 84e Van Genechten), Pantović ( 59e Nuhu), Lambert, Charles-Cook ( 70e Déom) – Emond ( 83e Maréchal) | Lotto Park, Anderlecht | Lotto Park, Anderlecht |

| 29e journée | RWD Molenbeek | 0 – 3   | RSC Anderlecht |                                             |                                             |
| 9 mars 2023 | | (0 – 3) | 9e Vertonghen (Stroeykens ) · 17e Dreyer · 30e (pen.) Dolberg | Stade Edmond Machtens, Molenbeek-Saint-Jean | Stade Edmond Machtens, Molenbeek-Saint-Jean |
| 9 mars 2023 | Sousa 30e · Abe 85e · Gueye 90+1e | Rapport | 50e Hazard · | Stade Edmond Machtens, Molenbeek-Saint-Jean | Stade Edmond Machtens, Molenbeek-Saint-Jean |
| 9 mars 2023 | Defourny – Sousa, Makosso, Sambu ( 74e Abner) – Adaramola ( 28e Abe), Dwomoh, Reine-Adélaïde, Camara – Alberto ( 69e Segovia), Gueye | Équipes | Schmeichel – Augustinsson, Vertonghen, Debast ( 82e Gattoni), Sardella – Stroeykens ( 64e Delaney), Verschaeren ( 69e Arnstad), Leoni – Hazard, Dolberg, Dreyer ( 64e Vázquez) | Stade Edmond Machtens, Molenbeek-Saint-Jean | Stade Edmond Machtens, Molenbeek-Saint-Jean |

| 30e journée  | RSC Anderlecht | 0 – 1   | KV Courtrai |                        |                        |
| 16 mars 2023 | | (0 – 0) | 78e Davies | Lotto Park, Anderlecht | Lotto Park, Anderlecht |
| 16 mars 2023 | Rits 62e | Rapport | 88e Malinov · 89e Alebiosu · | Lotto Park, Anderlecht | Lotto Park, Anderlecht |
| 16 mars 2023 | Schmeichel – Augustinsson, Vertonghen, Debast, Sardella – Rits ( 80e Angulo), Delaney ( 61e Leoni), Verschaeren ( 11e Stroeykens) – Vázquez ( 61e Hazard), Dolberg, Dreyer | Équipes | Pirard – Tsunoda ( 73e Malinov), Silva, Mampassi – De Neve ( 83e Alebiosu), Kadri ( 63e Bruno), Davies ( 83e Ambrose), Sissako, Mehssatou – Afolabi ( 63e Avenatti), Kangwa | Lotto Park, Anderlecht | Lotto Park, Anderlecht |

##### Classement
Évolution du classement du RSC Anderlecht en saison régulière
| Journée     | 1  | 2  | 3  | 4  | 5   | 6  | 7  | 8  | 9  | 10  | 11  | 12  | 13  | 14  | 15  | 16  | 17  | 18  | 19  | 20  | 21  | 22  | 23  | 24  | 25  | 26  | 27  | 28  | 29  | 30  | Journées PO 1 | Journées PO 2 | Journées PO 3 |
| ----------- | -- | -- | -- | -- | --- | -- | -- | -- | -- | --- | --- | --- | --- | --- | --- | --- | --- | --- | --- | --- | --- | --- | --- | --- | --- | --- | --- | --- | --- | --- | ------------- | ------------- | ------------- |
| Rang        | 15 | 9  | 7  | 4  | 1   | 2  | 2  | 2  | 3  | 2   | 2   | 2   | 2   | 2   | 2   | 2   | 2   | 2   | 2   | 2   | 2   | 2   | 2   | 2   | 2   | 2   | 2   | 2   | 2   | 2   | 27            | 2             | 1             |
| Résultat    | D  | V  | V  | V  | V   | N  | N  | N  | V  | V   | D   | V   | V   | N   | V   | V   | N   | N   | V   | V   | N   | N   | N   | V   | V   | V   | V   | V   | V   | D   | —             | —             | —             |
| Écart (pts) | -1 | -0 | -0 | +2 | +5  | +3 | +3 | +3 | +4 | +6  | +5  | +7  | +8  | +6  | +8  | +9  | +10 | +8  | +8  | +11 | +11 | +9  | +10 | +12 | +14 | +14 | +14 | +17 | +19 | +16 | —             | —             | —             |
| Écart (pts) | -0 | +2 | +5 | +7 | +10 | +9 | +8 | +8 | +9 | +11 | +10 | +12 | +15 | +15 | +17 | +19 | +20 | +19 | +21 | +21 | +22 | +23 | +24 | +24 | +27 | +29 | +32 | +34 | +37 | +34 | —             | —             | —             |

#### Champions Play-offs

##### Mars - Avril
| 1re journée  | RSC Anderlecht | 1 – 0   | Royal Antwerp FC |                        |                        |
| 30 mars 2024 | ( Stroeykens) Sardella 51e | (0 – 0) | | Lotto Park, Anderlecht | Lotto Park, Anderlecht |
| 30 mars 2024 | Hazard 74e · Delaney 78e | Rapport | 19e Janssen · 38e Ondrejka · 43e Wijndal · 79e Ekkelenkamp · 90+4e Alderweireld · | Lotto Park, Anderlecht | Lotto Park, Anderlecht |
| 30 mars 2024 | Schmeichel – Augustinsson, Vertonghen, Debast, Sardella – Stroeykens ( 75e Amuzu), Rits ( 74e Delaney), Leoni – Hazard ( 90+3e Ashimeru), Dolberg ( 81e Vázquez), Dreyer | Équipes | Butez – Wijndal, Alderweireld, Van Den Bosch, Bataille – Janssen ( 45e De Laet), Ekkelenkamp ( 81e Kerk), Yusuf – Ondrejka ( 46e Balikwisha), Ilenikhena ( 81e Udoh), Ejuke ( 46e Coulibaly) | Lotto Park, Anderlecht | Lotto Park, Anderlecht |

| 2e journée   | Club Bruges KV | 3 – 1   | RSC Anderlecht |                            |                            |
| 7 avril 2024 | ( Skóraś) Mechele 2e · ( Skóraś) Onyedika 60e · ( Jutglà) Onyedika 88e                                                                                           | (1 – 0) | 90e Dreyer (Augustinsson ) | Jan Breydelstadion, Bruges | Jan Breydelstadion, Bruges |
| 7 avril 2024 | Onyedika 90+1e | Rapport | 29e Hazard · 45+1e Delaney · 66e Ashimeru · 84e Sardella · 90+5e Augustinsson ·                                                                                          | Jan Breydelstadion, Bruges | Jan Breydelstadion, Bruges |
| 7 avril 2024 | Jackers – Meijer ( 79e De Cuyper), Mechele, Ordóñez, Sabbe – Nusa ( 88e Zinckernagel), Vetlesen, Onyedika, Nielsen ( 26e Jutglà) – Skóraś ( 80e Balanta), Thiago | Équipes | Schmeichel – Augustinsson, Vertonghen, Debast, Sardella – Leoni, Delaney ( 64e Amuzu), Stroeykens ( 65e Ashimeru) – Hazard ( 76e Angulo), Dolberg ( 76e Vázquez), Dreyer | Jan Breydelstadion, Bruges | Jan Breydelstadion, Bruges |

| 3e journée    | RSC Anderlecht | 2 – 1   | Royale Union SG |                        |                        |
| 14 avril 2024 | Dolberg 10e · ( Sardella) Amuzu 75e | (1 – 0) | 66e (pen.) Puertas | Lotto Park, Anderlecht | Lotto Park, Anderlecht |
| 14 avril 2024 | Debast 29e, 64e · Leoni 49e · Rits 57e | Rapport | 25e Puertas · 85e Terho · 90+6e Machida · | Lotto Park, Anderlecht | Lotto Park, Anderlecht |
| 14 avril 2024 | Schmeichel – Augustinsson, Vertonghen, Debast, Sardella – Stroeykens ( 68e Gattoni), Leoni, Rits – Hazard, Dolberg ( 83e Vázquez), Dreyer ( 68e Delaney) | Équipes | Moris – Machida, Burgess, Sykes – Teklab ( 75e Terho), Puertas, Vanhoutte, Sadiki ( 75e Lazare), Castro-Montes – Amoura ( 81e Eckert), Nilsson ( 81e Rodríguez) | Lotto Park, Anderlecht | Lotto Park, Anderlecht |

| 4e journée    | KRC Genk | 2 – 1   | RSC Anderlecht |                    |                    |
| 20 avril 2024 | ( El Ouahdi) Arokodare 13e · Zeqiri 90e (pen.) | (1 – 0) | 74e Dreyer (Delaney ) | Cegeka Arena, Genk | Cegeka Arena, Genk |
| 20 avril 2024 | Galarza Fonda 90+9e | Rapport | 38e Amuzu · | Cegeka Arena, Genk | Cegeka Arena, Genk |
| 20 avril 2024 | Vandevoordt – McKenzie, Cuesta, Mujaid – Fadera ( 90+5e Sobol), Hrošovský, Galarza Fonda, El Ouahdi – Ait El Hadj ( 82e Adedeji-Sternberg), Arokodare ( 73e Zeqiri), El Khannouss | Équipes | Schmeichel – Augustinsson, Vertonghen, Gattoni, Sardella – Stroeykens ( 69e Ashimeru), Rits, Leoni ( 46e Delaney) – Amuzu ( 68e Vázquez), Dolberg ( 79e Angulo), Dreyer | Cegeka Arena, Genk | Cegeka Arena, Genk |

| 5e journée    | RSC Anderlecht | 3 – 0   | Cercle Bruges KSV |                        |                        |
| 24 avril 2024 | ( Dreyer) Leoni 30e · ( Dolberg) Dreyer 32e · Leoni 56e | (2 – 0) | | Lotto Park, Anderlecht | Lotto Park, Anderlecht |
| 24 avril 2024 | Vázquez 90e | Rapport | 37e Warleson · 44e Lopes · 53e Lemaréchal · 90+1e Efekele · | Lotto Park, Anderlecht | Lotto Park, Anderlecht |
| 24 avril 2024 | Schmeichel ( 46e Coosemans ) – Augustinsson ( 83e N'Diaye), Vertonghen, Debast, Sardella – Delaney ( 69e Ashimeru), Rits, Leoni – Stroeykens ( 70e Vázquez), Dolberg, Dreyer ( 37e Amuzu) | Équipes | Warleson – Lopes, Lietaert, Ravych, Siquet ( 72e Miangue) – Augusto ( 46e Olaigbe), Van Der Bruggen ( 64e De Wilde), Lemaréchal, Francis ( 72e Efekele), Minda ( 46e Somers) – Denkey | Lotto Park, Anderlecht | Lotto Park, Anderlecht |

| 6e journée    | Cercle Bruges KSV | 1 – 1   | RSC Anderlecht |                            |                            |
| 28 avril 2024 | Daland 50e | (0 – 1) | 10e Stroeykens | Jan Breydelstadion, Bruges | Jan Breydelstadion, Bruges |
| 28 avril 2024 | Denkey 73e | Rapport | 89e Amuzu · | Jan Breydelstadion, Bruges | Jan Breydelstadion, Bruges |
| 28 avril 2024 | Warleson – Lopes, Daland, Popović, Siquet ( 90e Ravych) – Somers, Van Der Bruggen, Lemaréchal ( 83e Augusto), Francis ( 89e De Wilde), Efekele ( 68e Minda) – Denkey | Équipes | Coosemans – Augustinsson, Vertonghen, Debast, Sardella – Delaney, Rits, Leoni ( 68e Ashimeru) – Stroeykens ( 79e Angulo), Vázquez, Dolberg ( 68e Amuzu) | Jan Breydelstadion, Bruges | Jan Breydelstadion, Bruges |

##### Mai
| 7e journée | Royale Union SG | 0 – 0   | RSC Anderlecht |                             |                             |
| 5 mai 2024 | | (0 – 0) | | Stade Joseph Marien, Forest | Stade Joseph Marien, Forest |
| 5 mai 2024 | Vanhoutte 10e · Mac Allister 56e · Amani 75e | Rapport | 33e Sardella · | Stade Joseph Marien, Forest | Stade Joseph Marien, Forest |
| 5 mai 2024 | Moris – Machida, Burgess ( 69e Sykes), Mac Allister – Teklab ( 70e Lapoussin), Puertas, Vanhoutte ( 87e Sadiki), Amani ( 75e Rasmussen), Castro-Montes – Nilsson ( 87e Rodríguez), Amoura | Équipes | Schmeichel – Augustinsson, Vertonghen ( 33e Gattoni), Debast, Sardella – Ashimeru ( 68e Verschaeren), Rits, Delaney – Stroeykens ( 68e Amuzu), Dolberg ( 84e Vázquez), Dreyer | Stade Joseph Marien, Forest | Stade Joseph Marien, Forest |

| 8e journée  | RSC Anderlecht | 2 – 1   | KRC Genk |                        |                        |
| 11 mai 2024 | ( Stroeykens) Verschaeren 43e · Dolberg 69e | (1 – 0) | 74e Arokodare (El Ouahdi ) | Lotto Park, Anderlecht | Lotto Park, Anderlecht |
| 11 mai 2024 | Delaney 42e | Rapport | 45+2e Sadick · 55e El Khannous · | Lotto Park, Anderlecht | Lotto Park, Anderlecht |
| 11 mai 2024 | Schmeichel – Augustinsson, Gattoni, Debast, Sardella – Delaney, Rits, Verschaeren ( 46e Amuzu) – Stroeykens ( 73e Leoni), Dolberg ( 80e Vázquez), Dreyer ( 90+2e Angulo) | Équipes | Vandevoodt – McKenzie, Cuesta, Sadick ( 68e Fadera) – Kayembe, Hrošovský ( 86e Ait El Hadj), Galarza, El Ouahdi – El Khanouss, Arokodare, Zeqiri ( 68e Bonsu Baah) | Lotto Park, Anderlecht | Lotto Park, Anderlecht |

| 9e journée  | RSC Anderlecht | 0 – 1   | Club Bruges KV |                        |                        |
| 19 mai 2024 | | (0 – 1) | 28e Odoi (De Cuyper ) | Lotto Park, Anderlecht | Lotto Park, Anderlecht |
| 19 mai 2024 | Debast 88e | Rapport | 4e Vetlesen · 83e Odoi · 85e De Cuyper · | Lotto Park, Anderlecht | Lotto Park, Anderlecht |
| 19 mai 2024 | Schmeichel – Augustinsson ( 84e N'Diaye), Gattoni, Debast, Sardella – Stroeykens, Rits, Verschaeren ( 72e Leoni) – Amuzu ( 72e Angulo), Dolberg ( 72e Vázquez), Dreyer | Équipes | Mignolet – De Cuyper, Mechele, Ordóñez, Odoi – Vetlesen ( 69e Skov Olsen), Nielsen ( 76e Balanta), Vanaken, Onyedika ( 90+1e Sabbe), Skóraś ( 90e Nusa) – Jutglà | Lotto Park, Anderlecht | Lotto Park, Anderlecht |

| 10e journée | Royal Antwerp FC | 3 – 1   | RSC Anderlecht |                       |                       |
| 26 mai 2024 | Matazo 62e · ( Van den Bosch) Doumbia 90+2e · Balikwisha 90+6e | (0 – 1) | 40e Dreyer (Dolberg ) | Bosuilstadion, Anvers | Bosuilstadion, Anvers |
| 26 mai 2024 | Keita 47e · Ekkelenkamp 56e · Matazo 79e · Doumbia 90+4e | Rapport | | Bosuilstadion, Anvers | Bosuilstadion, Anvers |
| 26 mai 2024 | Lammens – Wijndal, Alderweireld, Van den Bosch, Yusuf – Balikwisha, Keita, Ondrejka ( 62e Kerk), Matazo ( 90+6e De Laet), Ekkelenkamp ( 62e Doumbia) – Ilenikhena ( 73e Udoh) | Équipes | Coosemans – Augustinsson, Gattoni ( 90+1e N'Diaye), Debast, Patris – Delaney ( 80e Angulo), Rits, Leoni ( 90+1e Ure) – Verschaeren ( 64e Stroeykens), Dolberg ( 64e Vázquez), Dreyer | Bosuilstadion, Anvers | Bosuilstadion, Anvers |

##### Classement
Deuxième de la saison régulière, le RSCA est qualifié dans le groupe se disputant le titre de champion de Belgique et démarre cette seconde phase avec 32 points (ses 63 points divisés par deux et arrondis à l'entier supérieur). Cela place les Mauves trois points derrière l'Union SG, six devant le Royal Antwerp et le Club Bruges, et huit devant le Cercle Bruges et le KRC Genk.
Évolution du classement du RSC Anderlecht en play-offs
| Journée     | 1  | 2  | 3  | 4  | 5   | 6   | 7   | 8   | 9   | 10 | Journées leader |
| ----------- | -- | -- | -- | -- | --- | --- | --- | --- | --- | -- | --------------- |
| Rang        | 2  | 2  | 1  | 1  | 1   | 1   | 2   | 1   | 3   | 3  | 5               |
| Résultat    | V  | D  | V  | D  | V   | N   | N   | V   | D   | D  | —               |
| Écart (pts) | -0 | -0 | +3 | +2 | +2  | -0  | -2  | +0  | -3  | -4 | —               |
| Écart (pts) | +9 | +7 | +9 | +9 | +12 | +12 | +10 | +12 | +10 | +9 | —               |

### Coupe de Belgique
| 1/16 de finale  | RAAL La Louvière (3) | 0 – 1   | RSC Anderlecht |                              |                              |
| 31 octobre 2023 | | (0 – 1) | 19e Raman | Stade du Tivoli, La Louvière | Stade du Tivoli, La Louvière |
| 31 octobre 2023 | Faye 88e | Résumé  | | Stade du Tivoli, La Louvière | Stade du Tivoli, La Louvière |
| 31 octobre 2023 | Vanhamel – Benoît ( 71e Liongola), Faye, Maisonneuve, Calant – Pau ( 71e Vanzo), Gobitaka ( 85e Corneillie), Ito, Gueulette ( 85e Cenci) – Soumaré, Kiankaulua ( 71e Vancamp) | Équipes | Dupé – Patris ( 71e Sardella), Debast, Lissens – N'Diaye, Diawara, Delaney ( 46e Degreef), Arnstad, Raman ( 71e Hazard) – Flips ( 90e Monticelli), Vázquez ( 71e Dolberg) | Stade du Tivoli, La Louvière | Stade du Tivoli, La Louvière |

| 1/8 de finale   | RSC Anderlecht | 2 – 0   | Standard de Liège (1) |                        |                        |
| 7 décembre 2023 | ( Sardella) Stroeykens 31e · ( Dolberg) Dreyer 51e | (1 – 0) | | Lotto Park, Anderlecht | Lotto Park, Anderlecht |
| 7 décembre 2023 | Sardella 53e · Stroeykens 69e · Ashimeru 85e | Résumé  | 27e Alzate · 59e Price · 90+6e Vanheusden · | Lotto Park, Anderlecht | Lotto Park, Anderlecht |
| 7 décembre 2023 | Dupé – N'Diaye ( 88e Patris), Vertonghen, Debast, Sardella – Delaney ( 80e Ashimeru), Verschaeren ( 71e Leoni), Rits – Stroeykens ( 80e Degreef), Dolberg ( 71e Vázquez), Dreyer | Équipes | Henkinet – Laḯfis, Ngoy, Vanheusden – Çanak ( 63e Djenepo), O'Neill ( 63e Hayden), Alzate, Fossey – Kawabe ( 80e Sowah), Kanga ( 63e Ohio), Price | Lotto Park, Anderlecht | Lotto Park, Anderlecht |

| 1/4 de finale                   | Royale Union SG (1) | 2 – 1   | RSC Anderlecht |                             |                             |
| 16 janvier 2024 25 janvier 2024 | ( Sadiki) Lapoussin 26e · Rodríguez 62e (pen.)                                                                                                  | (1 – 0) | 90+4e Dreyer | Stade Joseph Marien, Forest | Stade Joseph Marien, Forest |
| 16 janvier 2024 25 janvier 2024 | Mac Allister 32e · Burgess 53e · Lapoussin 90+9e · Moris 90+10e                                                                                 | Résumé  | 24e Leoni · | Stade Joseph Marien, Forest | Stade Joseph Marien, Forest |
| 16 janvier 2024 25 janvier 2024 | Moris – Mac Allister, Burgess, Sykes – Castro-Montes, Vanhoutte, Lapoussin, Rasmussen – Sadiki, Rodríguez ( 84e Kabangu), Nilsson ( 57e Leysen) | Équipes | Schmeichel – Bouchouari ( 62e Vázquez), Debast, Vertonghen, Augustinsson ( 76e Degreef) – Rits ( 70e Stroeykens), Leoni, Verschaeren, Hazard – Dreyer, Dolberg | Stade Joseph Marien, Forest | Stade Joseph Marien, Forest |

### Statistiques

#### Bilan de l'équipe
| Compétition                           | Débute         | Termine       | Matches joués | Gagnés | Nuls | Perdus | Buts pour | Buts contre | Différence |
| ------------------------------------- | -------------- | ------------- | ------------- | ------ | ---- | ------ | --------- | ----------- | ---------- |
| Jupiler Pro League (saison régulière) | -              | Deuxième      | 30            | 18     | 9    | 3      | 58        | 30          | +28        |
| JPL Champions play-offs               | Deuxième       |               | 10            | 4      | 2    | 4      | 12        | 12          | +0         |
| Coupe de Belgique                     | 1/16 de finale | 1/4 de finale | 3             | 2      | 0    | 1      | 4         | 2           | +2         |
| Total                                 | Total          | Total         | 43            | 24     | 11   | 8      | 74        | 44          | +30        |

#### Résumé des matchs officiels de la saison
| Compétition | J./Tour | Date              | Domicile              | Rés. | Extérieur             | Cl. | Buteur(s) pour Anderlecht                                       |
| ----------- | ------- | ----------------- | --------------------- | ---- | --------------------- | --- | --------------------------------------------------------------- |
| Pro League  | 1       | 28 juillet 2023   | Royale Union SG       | 2-0  | RSC Anderlecht        | 15e | -                                                               |
| Pro League  | 2       | 6 août 2023       | RSC Anderlecht        | 1-0  | Royal Antwerp FC      | 9e  | Dolberg (49e sp)                                                |
| Pro League  | 3       | 13 août 2023      | Saint-Trond VV        | 0-1  | RSC Anderlecht        | 7e  | N'Diaye (52e)                                                   |
| Pro League  | 4       | 20 août 2023      | RSC Anderlecht        | 2-1  | KVC Westerlo          | 4e  | Dolberg (1re), Vertonghen (72e)                                 |
| Pro League  | 5       | 27 août 2023      | RSC Anderlecht        | 2-1  | Sporting de Charleroi | 1er | Leoni (33e), Amuzu (77e)                                        |
| Pro League  | 6       | 3 septembre 2023  | KRC Genk              | 1-1  | RSC Anderlecht        | 2e  | Amuzu (70e)                                                     |
| Pro League  | 7       | 17 septembre 2023 | KV Courtrai           | 2-2  | RSC Anderlecht        | 2e  | Dolberg (19e), Dreyer (90e+6)                                   |
| Pro League  | 8       | 24 septembre 2023 | RSC Anderlecht        | 1-1  | Club Bruges KV        | 2e  | Dolberg (39e)                                                   |
| Pro League  | 9       | 30 septembre 2023 | KAS Eupen             | 1-3  | RSC Anderlecht        | 3e  | Dreyer (1re), Paeshuyse (66e csc), Vázquez (87e)                |
| Pro League  | 10      | 7 octobre 2023    | RSC Anderlecht        | 3-1  | KV Malines            | 2e  | Stroeykens (13e), Dolberg (59e), Amuzu (90e+2)                  |
| Pro League  | 11      | 22 octobre 2023   | Standard de Liège     | 3-2  | RSC Anderlecht        | 2e  | Dolberg (17e), Dreyer (23e)                                     |
| Pro League  | 12      | 28 octobre 2023   | RSC Anderlecht        | 5-1  | OH Louvain            | 2e  | Dreyer (11e, 41e, 85e), Dolberg (46e), Stroeykens (51e)         |
| Croky Cup   | 1/16    | 31 octobre 2023   | RAAL La Louvière      | 0-1  | RSC Anderlecht        | -   | Raman (19e)                                                     |
| Pro League  | 13      | 5 novembre 2023   | Cercle Bruges KSV     | 0-3  | RSC Anderlecht        | 2e  | Dolberg (36e), Dreyer (39e), Stroeykens (58e)                   |
| Pro League  | 14      | 12 novembre 2023  | KAA La Gantoise       | 1-1  | RSC Anderlecht        | 2e  | Dolberg (45e+3 sp)                                              |
| Pro League  | 15      | 26 novembre 2023  | RSC Anderlecht        | 2-1  | RWD Molenbeek         | 2e  | Dreyer (73e sp), Vázquez (90e+1)                                |
| Pro League  | 16      | 1er décembre 2023 | KVC Westerlo          | 1-3  | RSC Anderlecht        | 2e  | Dreyer (18e), Delaney (66e), Dolberg (81e)                      |
| Croky Cup   | 1/8     | 7 décembre 2023   | RSC Anderlecht        | 2-0  | Standard de Liège     | -   | Stroeykens (31e), Dreyer (51e)                                  |
| Pro League  | 17      | 10 décembre 2023  | RSC Anderlecht        | 2-2  | Standard de Liège     | 2e  | Dreyer (20e, 76e sp)                                            |
| Pro League  | 18      | 17 décembre 2023  | Royal Antwerp FC      | 1-1  | RSC Anderlecht        | 2e  | Leoni (7e)                                                      |
| Pro League  | 19      | 23 décembre 2023  | RSC Anderlecht        | 2-1  | KRC Genk              | 2e  | Leoni (73e), Dreyer (90e)                                       |
| Pro League  | 20      | 27 décembre 2023  | RSC Anderlecht        | 2-0  | Cercle Bruges KSV     | 2e  | Dreyer (9e), Vázquez (51e)                                      |
| Pro League  | 21      | 21 janvier 2024   | OH Louvain            | 1-1  | RSC Anderlecht        | 2e  | Patris (69e)                                                    |
| Croky Cup   | 1/4     | 25 janvier 2024   | Royale Union SG       | 2-1  | RSC Anderlecht        | -   | Dreyer (90e+4)                                                  |
| Pro League  | 22      | 28 janvier 2024   | RSC Anderlecht        | 2-2  | Royale Union SG       | 2e  | Vertonghen (34e), Hazard (90e+1)                                |
| Pro League  | 23      | 1er février 2024  | KV Malines            | 2-2  | RSC Anderlecht        | 2e  | Hazard (7e), Vázquez (77e)                                      |
| Pro League  | 24      | 4 février 2024    | RSC Anderlecht        | 1-0  | KAA La Gantoise       | 2e  | Dreyer (45e sp)                                                 |
| Pro League  | 25      | 11 février 2024   | Sporting de Charleroi | 1-3  | RSC Anderlecht        | 2e  | Van Cleemput (5e csc), Dolberg (28e), Vázquez (84e)             |
| Pro League  | 26      | 18 février 2024   | RSC Anderlecht        | 4-1  | Saint-Trond VV        | 2e  | Hazard (48e), Stroeykens (51e), Dolberg (54e), Vázquez (74e sp) |
| Pro League  | 27      | 25 février 2024   | Club Bruges KV        | 1-2  | RSC Anderlecht        | 2e  | Vázquez (78e), Angulo (90e)                                     |
| Pro League  | 28      | 3 mars 2024       | RSC Anderlecht        | 1-0  | KAS Eupen             | 2e  | Hazard (8e)                                                     |
| Pro League  | 29      | 9 mars 2024       | RWD Molenbeek         | 0-3  | RSC Anderlecht        | 2e  | Vertonghen (9e), Dreyer (17e), Dolberg (30e sp)                 |
| Pro League  | 30      | 16 mars 2024      | RSC Anderlecht        | 0-1  | KV Courtrai           | 2e  | -                                                               |
| JPL PO1     | 1       | 30 mars 2024      | RSC Anderlecht        | 1-0  | Royal Antwerp FC      | 2e  | Sardella (51e)                                                  |
| JPL PO1     | 2       | 7 avril 2024      | Club Bruges KV        | 3-1  | RSC Anderlecht        | 2e  | Dreyer (90e)                                                    |
| JPL PO1     | 3       | 14 avril 2024     | RSC Anderlecht        | 2-1  | Royale Union SG       | 1er | Dolberg (10e), Amuzu (75e)                                      |
| JPL PO1     | 4       | 20 avril 2024     | KRC Genk              | 2-1  | RSC Anderlecht        | 1er | Dreyer (74e)                                                    |
| JPL PO1     | 5       | 24 avril 2024     | RSC Anderlecht        | 3-0  | Cercle Bruges KSV     | 1er | Leoni (30e, 56e), Dreyer (32e)                                  |
| JPL PO1     | 6       | 28 avril 2024     | Cercle Bruges KSV     | 1-1  | RSC Anderlecht        | 1er | Stroeykens (10e)                                                |
| JPL PO1     | 7       | 5 mai 2024        | Royale Union SG       | 0-0  | RSC Anderlecht        | 2e  | -                                                               |
| JPL PO1     | 8       | 11 mai 2024       | RSC Anderlecht        | 2-1  | KRC Genk              | 1er | Verschaeren (43e), Dolberg (69e)                                |
| JPL PO1     | 9       | 19 mai 2024       | RSC Anderlecht        | 0-1  | Club Bruges KV        | 3e  | -                                                               |
| JPL PO1     | 10      | 26 mai 2024       | Royal Antwerp FC      | 3-1  | RSC Anderlecht        | 3e  | Dreyer (40e)                                                    |

#### Statistiques individuelles
| N° | Nat | Nom          | Jupiler Pro League (saison régulière) | Jupiler Pro League (saison régulière) | Jupiler Pro League (saison régulière) | Jupiler Pro League (saison régulière) | Jupiler Pro League (saison régulière) | JPL Champions play-offs | JPL Champions play-offs | JPL Champions play-offs | JPL Champions play-offs | JPL Champions play-offs | Coupe de Belgique | Coupe de Belgique | Coupe de Belgique | Coupe de Belgique | Coupe de Belgique | Total   | Total       | Total          | Total  | Total        |
| N° | Nat | Nom          | MJ                                    | But inscrit                           | Passe décisive                        | Averti                                | Carton rouge                          | MJ                      | But inscrit             | Passe décisive          | Averti                  | Carton rouge            | MJ                | But inscrit       | Passe décisive    | Averti            | Carton rouge      | MJ      | But inscrit | Passe décisive | Averti | Carton rouge |
| -- | --- | ------------ | ------------------------------------- | ------------------------------------- | ------------------------------------- | ------------------------------------- | ------------------------------------- | ----------------------- | ----------------------- | ----------------------- | ----------------------- | ----------------------- | ----------------- | ----------------- | ----------------- | ----------------- | ----------------- | ------- | ----------- | -------------- | ------ | ------------ |
| 1  |     | Dupé         | 7 (7)                                 | 0                                     | 0                                     | 0                                     | 0                                     | 0 (0)                   | 0                       | 0                       | 0                       | 0                       | 2 (2)             | 0                 | 0                 | 0                 | 0                 | 9 (9)   | 0           | 0              | 0      | 0            |
| 1  |     | Schmeichel   | 22 (22)                               | 0                                     | 0                                     | 1                                     | 0                                     | 8 (8)                   | 0                       | 0                       | 0                       | 0                       | 1 (1)             | 0                 | 0                 | 0                 | 0                 | 31 (31) | 0           | 0              | 1      | 0            |
| 3  |     | Delcroix     | 1 (0)                                 | 0                                     | 0                                     | 0                                     | 0                                     | 0 (0)                   | 0                       | 0                       | 0                       | 0                       | 0 (0)             | 0                 | 0                 | 0                 | 0                 | 1 (0)   | 0           | 0              | 0      | 0            |
| 5  |     | N'Diaye      | 11 (6)                                | 1                                     | 1                                     | 1                                     | 0                                     | 3 (0)                   | 0                       | 0                       | 0                       | 0                       | 2 (2)             | 0                 | 0                 | 0                 | 0                 | 16 (8)  | 1           | 1              | 1      | 0            |
| 7  |     | Amuzu        | 11 (5)                                | 3                                     | 0                                     | 0                                     | 0                                     | 7 (2)                   | 1                       | 0                       | 2                       | 0                       | 0 (0)             | 0                 | 0                 | 0                 | 0                 | 18 (7)  | 4           | 0              | 2      | 0            |
| 8  |     | Flips        | 12 (5)                                | 0                                     | 0                                     | 2                                     | 0                                     | 0 (0)                   | 0                       | 0                       | 0                       | 0                       | 1 (1)             | 0                 | 0                 | 0                 | 0                 | 13 (6)  | 0           | 0              | 2      | 0            |
| 9  |     | Raman        | 10 (3)                                | 0                                     | 0                                     | 0                                     | 0                                     | 0 (0)                   | 0                       | 0                       | 0                       | 0                       | 1 (1)             | 1                 | 0                 | 0                 | 0                 | 11 (4)  | 1           | 0              | 0      | 0            |
| 10 |     | Verschaeren  | 15 (12)                               | 0                                     | 5                                     | 0                                     | 0                                     | 4 (3)                   | 1                       | 0                       | 0                       | 0                       | 2 (2)             | 0                 | 0                 | 0                 | 0                 | 21 (17) | 1           | 5              | 0      | 0            |
| 11 |     | Hazard       | 19 (15)                               | 4                                     | 4                                     | 5                                     | 0                                     | 3 (3)                   | 0                       | 0                       | 2                       | 0                       | 2 (1)             | 0                 | 0                 | 0                 | 0                 | 24 (19) | 4           | 4              | 7      | 0            |
| 12 |     | Dolberg      | 29 (29)                               | 13                                    | 2                                     | 2                                     | 0                                     | 10 (10)                 | 2                       | 2                       | 0                       | 0                       | 3 (2)             | 0                 | 1                 | 0                 | 0                 | 42 (41) | 15          | 5              | 2      | 0            |
| 14 |     | Vertonghen   | 27 (27)                               | 3                                     | 1                                     | 4                                     | 0                                     | 7 (7)                   | 0                       | 0                       | 0                       | 0                       | 2 (2)             | 0                 | 0                 | 0                 | 0                 | 36 (36) | 3           | 1              | 4      | 0            |
| 15 |     | Augustinsson | 21 (19)                               | 0                                     | 3                                     | 2                                     | 0                                     | 10 (10)                 | 0                       | 1                       | 1                       | 0                       | 1 (1)             | 0                 | 0                 | 0                 | 0                 | 32 (30) | 0           | 4              | 3      | 0            |
| 17 |     | Leoni        | 28 (22)                               | 3                                     | 7                                     | 4                                     | 0                                     | 9 (7)                   | 2                       | 0                       | 1                       | 0                       | 2 (1)             | 0                 | 0                 | 1                 | 0                 | 39 (30) | 5           | 7              | 6      | 0            |
| 18 |     | Ashimeru     | 6 (1)                                 | 0                                     | 0                                     | 0                                     | 0                                     | 6 (1)                   | 0                       | 0                       | 0                       | 0                       | 1 (0)             | 0                 | 0                 | 1                 | 0                 | 13 (2)  | 0           | 0              | 1      | 0            |
| 19 |     | Lonwijk      | 3 (0)                                 | 0                                     | 0                                     | 0                                     | 0                                     | 0 (0)                   | 0                       | 0                       | 0                       | 0                       | 0 (0)             | 0                 | 0                 | 0                 | 0                 | 3 (0)   | 0           | 0              | 0      | 0            |
| 20 |     | Vázquez      | 28 (3)                                | 7                                     | 1                                     | 2                                     | 0                                     | 10 (1)                  | 0                       | 0                       | 1                       | 0                       | 3 (1)             | 0                 | 0                 | 0                 | 0                 | 41 (5)  | 7           | 1              | 3      | 0            |
| 21 |     | Diawara      | 10 (6)                                | 0                                     | 0                                     | 1                                     | 0                                     | 0 (0)                   | 0                       | 0                       | 0                       | 0                       | 1 (1)             | 0                 | 0                 | 0                 | 0                 | 11 (7)  | 0           | 0              | 1      | 0            |
| 22 |     | Patris       | 15 (10)                               | 1                                     | 0                                     | 4                                     | 0                                     | 1 (1)                   | 0                       | 0                       | 0                       | 0                       | 2 (1)             | 0                 | 0                 | 0                 | 0                 | 18 (12) | 1           | 0              | 4      | 0            |
| 23 |     | Rits         | 26 (25)                               | 0                                     | 1                                     | 3                                     | 0                                     | 9 (9)                   | 0                       | 0                       | 1                       | 0                       | 2 (2)             | 0                 | 0                 | 0                 | 0                 | 37 (36) | 0           | 1              | 4      | 0            |
| 25 |     | Delaney      | 14 (11)                               | 1                                     | 0                                     | 3                                     | 0                                     | 9 (6)                   | 0                       | 1                       | 3                       | 0                       | 2 (2)             | 0                 | 0                 | 0                 | 0                 | 25 (19) | 1           | 1              | 6      | 0            |
| 26 |     | Coosemans    | 0 (0)                                 | 0                                     | 0                                     | 0                                     | 0                                     | 3 (2)                   | 0                       | 0                       | 0                       | 0                       | 0 (0)             | 0                 | 0                 | 0                 | 0                 | 3 (2)   | 0           | 0              | 0      | 0            |
| 29 |     | Stroeykens   | 28 (20)                               | 4                                     | 4                                     | 4                                     | 0                                     | 10 (9)                  | 1                       | 2                       | 0                       | 0                       | 2 (1)             | 1                 | 0                 | 1                 | 0                 | 40 (30) | 6           | 6              | 5      | 0            |
| 32 |     | Angulo       | 8 (0)                                 | 1                                     | 0                                     | 1                                     | 0                                     | 6 (0)                   | 0                       | 0                       | 0                       | 0                       | 0 (0)             | 0                 | 0                 | 0                 | 0                 | 14 (0)  | 1           | 0              | 1      | 0            |
| 33 |     | Gattoni      | 4 (1)                                 | 0                                     | 0                                     | 0                                     | 0                                     | 6 (4)                   | 0                       | 0                       | 0                       | 0                       | 0 (0)             | 0                 | 0                 | 0                 | 0                 | 10 (5)  | 0           | 0              | 0      | 0            |
| 34 |     | Bouchouari   | 1 (0)                                 | 0                                     | 0                                     | 0                                     | 0                                     | 0 (0)                   | 0                       | 0                       | 0                       | 0                       | 1 (1)             | 0                 | 0                 | 0                 | 0                 | 2 (1)   | 0           | 0              | 0      | 0            |
| 36 |     | Dreyer       | 27 (25)                               | 15                                    | 8                                     | 1                                     | 1                                     | 9 (9)                   | 4                       | 1                       | 0                       | 0                       | 2 (2)             | 2                 | 0                 | 0                 | 0                 | 38 (36) | 21          | 9              | 1      | 1            |
| 47 |     | Lissens      | 0 (0)                                 | 0                                     | 0                                     | 0                                     | 0                                     | 0 (0)                   | 0                       | 0                       | 0                       | 0                       | 1 (1)             | 0                 | 0                 | 0                 | 0                 | 1 (1)   | 0           | 0              | 0      | 0            |
| 53 |     | Colassin     | 1 (0)                                 | 0                                     | 0                                     | 0                                     | 0                                     | 0 (0)                   | 0                       | 0                       | 0                       | 0                       | 0 (0)             | 0                 | 0                 | 0                 | 0                 | 1 (0)   | 0           | 0              | 0      | 0            |
| 54 |     | Sardella     | 25 (22)                               | 0                                     | 4                                     | 3                                     | 0                                     | 9 (9)                   | 1                       | 1                       | 2                       | 0                       | 2 (1)             | 0                 | 1                 | 1                 | 0                 | 36 (32) | 1           | 6              | 6      | 0            |
| 55 |     | Kana         | 2 (0)                                 | 0                                     | 0                                     | 0                                     | 0                                     | 0 (0)                   | 0                       | 0                       | 0                       | 0                       | 0 (0)             | 0                 | 0                 | 0                 | 0                 | 2 (0)   | 0           | 0              | 0      | 0            |
| 56 |     | Debast       | 28 (28)                               | 0                                     | 0                                     | 7                                     | 1                                     | 9 (9)                   | 0                       | 0                       | 3                       | 1                       | 3 (3)             | 0                 | 0                 | 0                 | 0                 | 39 (39) | 0           | 0              | 10     | 2            |
| 61 |     | Arnstad      | 14 (6)                                | 0                                     | 1                                     | 2                                     | 0                                     | 0 (0)                   | 0                       | 0                       | 0                       | 0                       | 1 (1)             | 0                 | 0                 | 0                 | 0                 | 15 (7)  | 0           | 1              | 2      | 0            |
| 68 |     | Monticelli   | 1 (0)                                 | 0                                     | 0                                     | 0                                     | 0                                     | 0 (0)                   | 0                       | 0                       | 0                       | 0                       | 1 (0)             | 0                 | 0                 | 0                 | 0                 | 2 (0)   | 0           | 0              | 0      | 0            |
| 69 |     | Ure          | 0 (0)                                 | 0                                     | 0                                     | 0                                     | 0                                     | 1 (0)                   | 0                       | 0                       | 0                       | 0                       | 0 (0)             | 0                 | 0                 | 0                 | 0                 | 1 (0)   | 0           | 0              | 0      | 0            |
| 83 |     | Degreef      | 1 (0)                                 | 0                                     | 0                                     | 0                                     | 0                                     | 0 (0)                   | 0                       | 0                       | 0                       | 0                       | 3 (0)             | 0                 | 0                 | 0                 | 0                 | 4 (0)   | 0           | 0              | 0      | 0            |

#### Statistiques des buteurs
|       | Buteur           | Jupiler Pro League | JPL Play-offs | Coupe de Belgique | Total | MJ |
| ----- | ---------------- | ------------------ | ------------- | ----------------- | ----- | -- |
| TOTAL | TOTAL            | 56                 | 12            | 4                 | 71    | 43 |
| 1     | Anders Dreyer    | 15                 | 4             | 2                 | 21    | 39 |
| 2     | Kasper Dolberg   | 13                 | 2             | 0                 | 15    | 42 |
| 3     | Luis Vázquez     | 7                  | 0             | 0                 | 7     | 41 |
| 4     | Mario Stroeykens | 4                  | 1             | 1                 | 6     | 40 |
| 5     | Théo Leoni       | 3                  | 2             | 0                 | 5     | 39 |
| 6     | Francis Amuzu    | 3                  | 1             | 0                 | 4     | 20 |
| 7     | Thorgan Hazard   | 4                  | 0             | 0                 | 4     | 24 |
| 8     | Jan Vertonghen   | 3                  | 0             | 0                 | 3     | 36 |
| 9     | Benito Raman     | 0                  | 0             | 1                 | 1     | 11 |
| 10    | Nilson Angulo    | 1                  | 0             | 0                 | 1     | 14 |
| 11    | Moussa N'Diaye   | 1                  | 0             | 0                 | 1     | 16 |
| 12    | Louis Patris     | 1                  | 0             | 0                 | 1     | 18 |
| 13    | Yari Verschaeren | 0                  | 1             | 0                 | 1     | 21 |
| 14    | Thomas Delaney   | 1                  | 0             | 0                 | 1     | 25 |
| 15    | Killian Sardella | 0                  | 1             | 0                 | 1     | 36 |

#### Statistiques des passeurs décisifs
|       | Buteur              | Jupiler Pro League | JPL Play-offs | Coupe de Belgique | Total | MJ |
| ----- | ------------------- | ------------------ | ------------- | ----------------- | ----- | -- |
| TOTAL | TOTAL               | 44                 | 8             | 2                 | 54    | 43 |
| 1     | Anders Dreyer       | 8                  | 1             | 0                 | 9     | 39 |
| 2     | Théo Leoni          | 7                  | 0             | 0                 | 7     | 39 |
| 3     | Killian Sardella    | 4                  | 1             | 1                 | 6     | 36 |
| 4     | Mario Stroeykens    | 4                  | 2             | 0                 | 6     | 40 |
| 5     | Yari Verschaeren    | 5                  | 0             | 0                 | 5     | 21 |
| 6     | Kasper Dolberg      | 2                  | 2             | 1                 | 5     | 42 |
| 7     | Thorgan Hazard      | 4                  | 0             | 0                 | 4     | 24 |
| 8     | Ludwig Augustinsson | 3                  | 1             | 0                 | 4     | 32 |
| 9     | Kristian Arnstad    | 1                  | 0             | 0                 | 1     | 15 |
| 9     | Moussa N'Diaye      | 1                  | 0             | 0                 | 1     | 16 |
| 11    | Thomas Delaney      | 0                  | 1             | 0                 | 1     | 25 |
| 12    | Jan Vertonghen      | 1                  | 0             | 0                 | 1     | 35 |
| 13    | Mats Rits           | 1                  | 0             | 0                 | 1     | 37 |
| 14    | Luis Vázquez        | 1                  | 0             | 0                 | 1     | 41 |